# 孤岛惊魂5
《孤岛惊魂5》是由育碧蒙特婁、育碧多伦多开发和育碧软件发行的開放世界第一人称动作冒险游戏。游戏于2017年5月26日正式披露將在PlayStation 4、Xbox One和Microsoft Windows平台发行。本作为2014年《孤岛惊魂4》的续作，孤岛惊魂系列的第五部正传，遊戲于2018年3月27日推出。2019年推出本作續集《極地戰嚎：破曉》。
遊戲設定在美國蒙大拿州的虛構地點「希望郡」（Hope County），玩家扮演一名郡警，試圖解放這個被末日邪教組織——伊甸之門（Project at Eden's Gate）和其領袖「圣父」约瑟夫·席德（Joseph Seed）掌控的地方。

## 创作背景
游戏的设定和基调源于分裂主义。据本作制作人丹·海伊说，他年轻时经常因为冷战期间两个超级大国之间的冲突而感到不安。这在21世纪后表现为频繁的恐怖袭击和次贷危机等社会问题，进而导致人们在质疑政府的同时变得越来越倾向自保并导致地球村概念的崩溃，这设定了游戏的主题，并促使团队编写了一个以末日型邪教作为游戏主要敌人的故事。海伊于2014年底开始撰写这个故事，2016年2月，他调查了俄勒冈州一处野生动物保护区被占领和对峙的细节，因为他想寻找可以证明分离主义抬头的证据。

## 游戏玩法
约瑟夫·塞德 (Joseph Seed) 及其追随者使用的十字符号]]
《孤岛惊魂5》是一款第一人称開放世界动作冒险游戏。遊戲中玩家可以自己創造遊玩的角色，包括臉型、性別和膚色。玩家將有許多的道具、槍械和近戰武器以用來和敵人戰鬥，例如霰彈槍、手槍、火箭筒、弓箭、手榴彈、炸藥和球棒等，遊戲會像《孤岛惊魂：原始杀戮》一樣更加注重近戰武器在遊戲中的表現。遊戲中也能選擇許多不同的載具，像是肌肉車、全地形車、船和飛機來幫助玩家冒險。
遊戲中的主角可以像在《極地戰嚎2》一樣在城鎮內四處召集人手以幫助自己推翻邪教組織，不同的幫手皆擁有自己獨特的性格和戰鬥方式，同時也能像《孤岛惊魂：原始杀戮》般使用訓練過的動物夥伴幫忙。遊戲中除了能狩獵野生動物外也能釣魚，並且可以和朋友一同合作冒險。遊戲也像其他系列作一樣可以使用地圖編輯器自製地圖。

## 游戏劇情
遊戲的故事發生在美國蒙大拿州的希望郡，一个被邪教“伊甸之门”所控制的小镇。教主约瑟夫·席德自認為是神選之人，且堅定的質疑政府和相信世界末日已經接近。他領導著伊甸之門來到希望郡，試圖帶領人們走向救贖。但事實上，伊甸之門其實是個擁有強大火力的末日邪教組織。他們向希望郡的人民施壓，利用暴力和恐懼強迫他們改信伊甸之門，並且切斷人們和外界的聯絡。
席德自稱為「聖父」並且和他的家庭統治著希望郡。席德一家包含曾随美军82空降师参与阿富汗战争；現在負責管理教團軍火的狙击手哥哥雅各（Jacob）、用盡法律手段買下希望郡土地，并强迫自己领地上的居民改信伊甸之門的律師弟弟約翰（John）和大量生产致幻药「极乐」，并到處宣揚自己哥哥宗教的妹妹費絲（Faith）。因教團發生多起駭人事件，玩家扮演的警長從聯邦法院獲得逮捕令和他的夥伴前往希望郡，當玩家逮捕席德准备离开時却突然遭到教團襲擊，玩家的三名夥伴將被綁架，席德在驚險情況下也會逃之夭夭。玩家至此必須幫助希望郡的人民們和教團戰鬥以奪回希望郡。遊戲過程中當地的居民，包括杰隆‧杰弗瑞斯牧師（Pastor Jerome Jeffries）、瑪麗‧梅（Mary May）和尼克‧萊伊（Nick Rye）等人皆會幫助玩家和教團戰鬥。

### 阴谋
2018年底，美国法警局与县治安部门联合开展行动，该部门的成员包括副警长卡梅伦·伯克（道格·哈奇森饰）、警长厄尔·怀特霍斯（克里斯托弗·海尔达尔饰）及其副手乔伊·哈德森（路易莎·多利维拉饰）、斯塔奇普拉特（朱利安·贝利饰）和玩家角色（一位不知名的初级警员）抵达伊甸之门教堂，以联邦逮捕令拘留约瑟夫·塞德，罪名是绑架和故意伤害。尽管约瑟没有反抗，但他声称上帝不会允许他被带走。当他被护送离开时，邪教成员袭击了特遣部队并导致他们的直升机坠毁。约瑟夫逃脱并命令邪教抓捕特遣队成员。。

### 结局
如果副手决定离开，约瑟夫会原谅他们，并与被催眠的同事一起进入教堂。副警长、怀特霍斯、普拉特和哈德森乘坐卡车离开，怀特霍斯向他们保证，他们将与国民警卫队一起返回，帮助将希望镇从邪教手中解放出来。怀特霍斯打开收音机，播放《只有你》，触发了洗脑使副官再次陷入恍惚状态，屏幕变成黑色。
如果副手选择抵抗，约瑟夫会迫使副手战斗并复活他们被催眠的朋友。而整个战斗过程中的无线电广播表明，希望镇以外的世界正在陷入混乱，核战争迫在眉睫。最终经历一番苦战，怀特霍斯准备逮捕约瑟夫时一枚核弹却突然在远处爆炸。副警长、怀特霍斯、普拉特和哈德森带着被俘的约瑟夫逃到了达奇的地堡。他们的卡车撞到了一棵树上，怀特霍斯、普拉特和哈德森丧生。获释的约瑟夫将昏迷不醒的副手带到了地堡。副手醒来时已被铐在床上。约瑟夫哀叹失去了家人和土地，并声称这就是他所预言的崩溃。他告诉副手，他失去了家人，所以主角将是他仅存的家人。这个结局也是《孤岛惊魂：新曙光》的开端。
正如孤岛惊魂4，游戏一开始也可以快速触发一个隐藏的通关结局。如果副手决定在他们第一次见面时不逮捕约瑟夫，怀特霍斯反对正面逮捕约瑟夫，因为他可能会遭到伏击并被杀，他放下约瑟夫的双手，命令一行人离开。尽管伯克提出抗议，怀特霍斯坚称“最好不要去管”，而且如果他们逮捕约瑟夫，没有人会活下来，因此一行人离开了希望镇。

## 追加下載內容

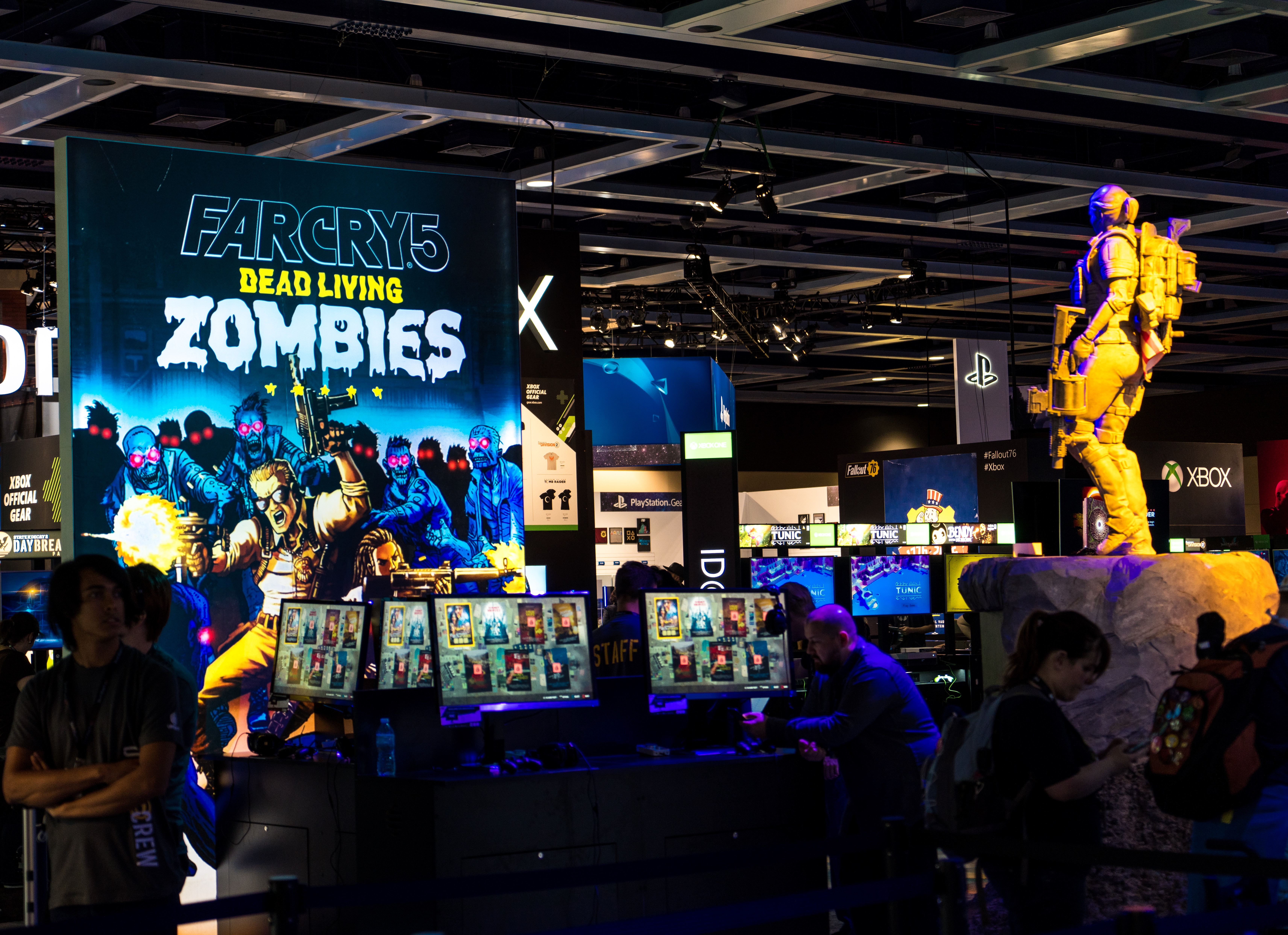
2018年PAX游戏展宣发“丧尸出没”DLC

遊戲另提供3套DLC：喪屍出沒、黑暗時刻及 火星迷航，分別講述主劇情中次要角色的背景，每一DLC都讲述一个独立的故事。《黑暗时刻》发生在越南战争最激烈的时期。玩家扮演温德尔·雷德勒（比利·麦克莱伦配音），一名门炮手。《火星迷航》的主角是尼克·莱伊（史蒂夫·拜尔斯配音）。尼克被传送到火星，在那里他遇到了小赫克·德鲁曼的无形头颅。赫克透露，在赫克本人失败后，他让尼克传送到了拯救地球的任务中。《僵尸出沒》讲述了盖伊·马维尔（贾尔斯·潘顿配音）的故事，他是一位作者电影导演，以难以合作而闻名。《死活僵尸》的风格和基调与主要故事战役和其他可DLC非常不同，依赖于戏仿、幽默和对情节的魔改。

## 開發
《極地戰嚎5》由育碧蒙特婁與育碧多伦多開發，育碧乌克兰、育碧上海、育碧回聲和紅色風暴娛樂协助开发，遊戲將繼續使用Dunia引擎。開發團隊選用蒙大拿州為故事舞台，是因為它位於美國的邊界。而為了創造一個符合現實的遊戲世界，開發團隊於蒙大拿州逗留了兩個星期，收集有關其生物群落、環境和當地人不想被任一威權或局外人干擾他們生活的天性的信息。之前遊戲開發組也有為了《孤岛惊魂4》的開發而在尼泊爾搜集資料的經歷。
為了創造一個能讓玩家念念不忘的故事，遊戲中的角色被設計成在重要事情上會有不同的意見、看法和意識形態 。儘管遊戲的故事情節有點黑暗，開發團隊仍希望能確保遊戲富有趣味性和娛樂性，因此團隊成員設計了一個大型武器軍火庫和開放式玩法供玩家遊玩。
在2016年發行《孤岛惊魂：原始杀戮》後，育碧宣佈將要用更多的時間開發遊戲，因此它的繼承作不會在2017年發行，之後育碧宣佈該遊戲將會跟其他兩個重大遊戲——《飆酷車神2》和未命名的刺客教條系列作品一起在2018年財政年度發行。2017年5月26日，育碧披露幾個《極地戰嚎5》的預告片和遊戲封面。《極地戰嚎5》將在2018年3月27日於各大平台（Windows，PS4和Xbox One）發布，遊戲同時支持PlayStation 4 Pro和Xbox One X，而PS4的玩家將因索尼互動娛樂和育碧之間的營銷協議而在推出時獲得免費皮膚包。
本作的制作人Darryl Long在接受 4Gamer.net采访时表示，他被蒙大拿州人民的纯朴所吸引，决定将本作的设定于此，虽相比前作的设定更加文明，但“不依赖政府自己解决问题”的前沿精神是与前作设定的共同点。对于为什么即使小镇被邪教占领，希望镇居民也不试图逃离，Long说，“希望镇人有尊重传统的性格，所以他们不愿意逃离故乡”他补充说：“由于该邪教在当地居民不知情的情况下进行秘密占领，计划实施时社区就被摧毁了，居民也没有时间逃跑。对于为何本作的boss角色约瑟夫·塞德被塑造成与前作的boss角色略有不同的角色形象，Long表示，“双方都是因为认为自己是对的才行动，所以很难玩游戏。”Long表示本作开发目的是让玩家不确定哪一方是正确的。 

## 反應
| 汇总媒体   | 得分                                |
| ---------- | ----------------------------------- |
| Metacritic | XONE：82/100 PS4：81/100 PC：78/100 |

| 媒体            | 得分   |
| --------------- | ------ |
| Destructoid     | 7.5/10 |
| 电子游戏月刊    | 7.5/10 |
| Game Informer   | 7.5/10 |
| Game Revolution | [ 31 ] |
| GamesRadar+     | [ 32 ] |
| Giant Bomb      | [ 33 ] |
| IGN             | 8.9/10 |
| Polygon         | 6.5/10 |

在Metacritic上，《孤岛惊魂5》的三個版本都獲得「大致正面評價」的分數，分別是XONE版的82/100（28條評論）、PS4版的81/100（80條評論）和PC版的78/100（28條評論）。
IGN的戴蒙·哈特菲爾德（Daemon Hatfield）給予遊戲8.9/10分，他表示：「《孤岛惊魂5》是另一個完全開放式的遊樂場，它具備所有可以引起『真正』騷動的必要因素，例如眾多敵人和同伴、大量爆炸與脾性時好時壞的野獸。」相比起前者的高分，Polygon的本·庫切拉則只打出偏低的6.5/10分，他指出：「平淡無奇的角色，枯燥乏味的故事，但它們兩者都是《孤岛惊魂5》的支撐物。這十分可惜，畢竟遊戲的背景正是系列創作者最擅長的事物——開放式世界。」
《孤岛惊魂5》在發行後取代其正統前作《孤岛惊魂4》成為系列史上最暢銷的遊戲，同時它也以3.1億美元位居育碧首週銷售榜的第二位，僅次於《湯姆克蘭西：全境封鎖》的3.3億美元。另外在日本發行的第一週，《孤岛惊魂5》的PS4版本售出總共75,474份，亦排在該週遊戲銷售榜的第二位，而首位則是售出89,259份的《超級機器人大戰X》。

### 獎項與提名
| 年份 | 獎項         | 類別         | 結果 | 來源          |
| ---- | ------------ | ------------ | ---- | ------------- |
| 2017 | 遊戲評論家獎 | 最佳動作遊戲 | 提名 | [ 40 ]        |
| 2017 | 金搖桿獎     | 最受期待遊戲 | 提名 | [ 41 ]        |
| 2018 | 金搖桿獎     | 最佳合作遊戲 | 提名 | [ 42 ] [ 43 ] |
| 2018 | 遊戲大獎     | 最佳動作遊戲 | 提名 | [ 44 ] [ 45 ] |

### 爭議
《極地戰嚎5》於2017年5月公佈將發行的消息時正值地緣政治事件頻發、世界各地的政治和意識形態衝突日益加劇的時期，許多記者認為該遊戲的設置和故事概念正如其發佈消息所述包含宗教狂熱主義和美國國內極右派的崛起現象，而不像其他極地戰嚎作品一樣充滿異國情調，而這些問題可能會令《極地戰嚎5》在這時期引起高度的爭議。這些記者同時指出由於開發週期長的關係，育碧不太可能會依照當時的政治氣氛設計遊戲故事，並補充說育碧已經盡量淡化《極地戰嚎5》與當前現實世界事件的關連。
在發行消息公佈後，有人以個人名義於Change.org請願，反對其對基督教基要主義和宗教極端主義的描寫並要求將反派改為穆斯林。該請願書被多個遊戲業界的評論家批評，他們強調遊戲的題材要有對當代社會和政治氣氛的探索，同時也指出電玩遊戲是社會評論的媒介。另外Irrational Games在2013年發行的《生化奇兵：無限之城》也曾受過類似的抨擊。